# Sherbro (peuple)
Pour les articles homonymes, voir Sherbro.

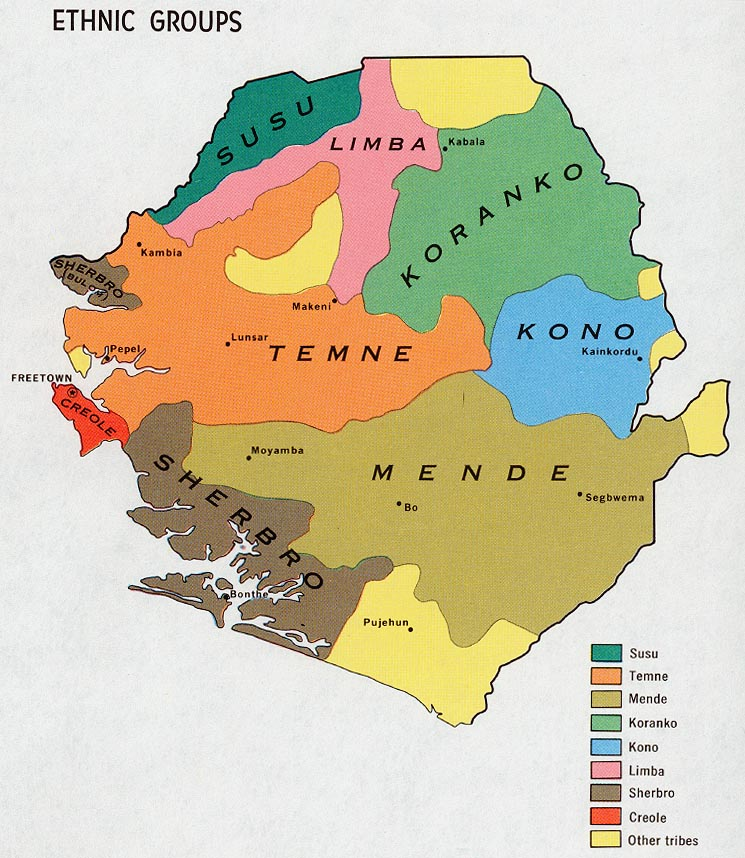
Implantation des Sherbro (en marron) à l'Ouest de la Sierra Leone

Les Sherbro sont une population d'Afrique de l'Ouest, vivant principalement en Sierra Leone.

## Ethnonymie
Selon les sources et le contexte, on observe différentes formes : Amampa, Bullom (Southern), Kafu, Mampa, Mampua, Mampwa, Sherbro, Shiba, Southern Bullom.

## Langue
Ils parlent le sherbro, une langue mel.

## Population
Les Sherbro sont environ 140 000. Ils sont musulmans à 40 %.
Ce sont des pêcheurs et des agriculteurs qui produisent du riz, du manioc et de l'huile de palme

## Culture

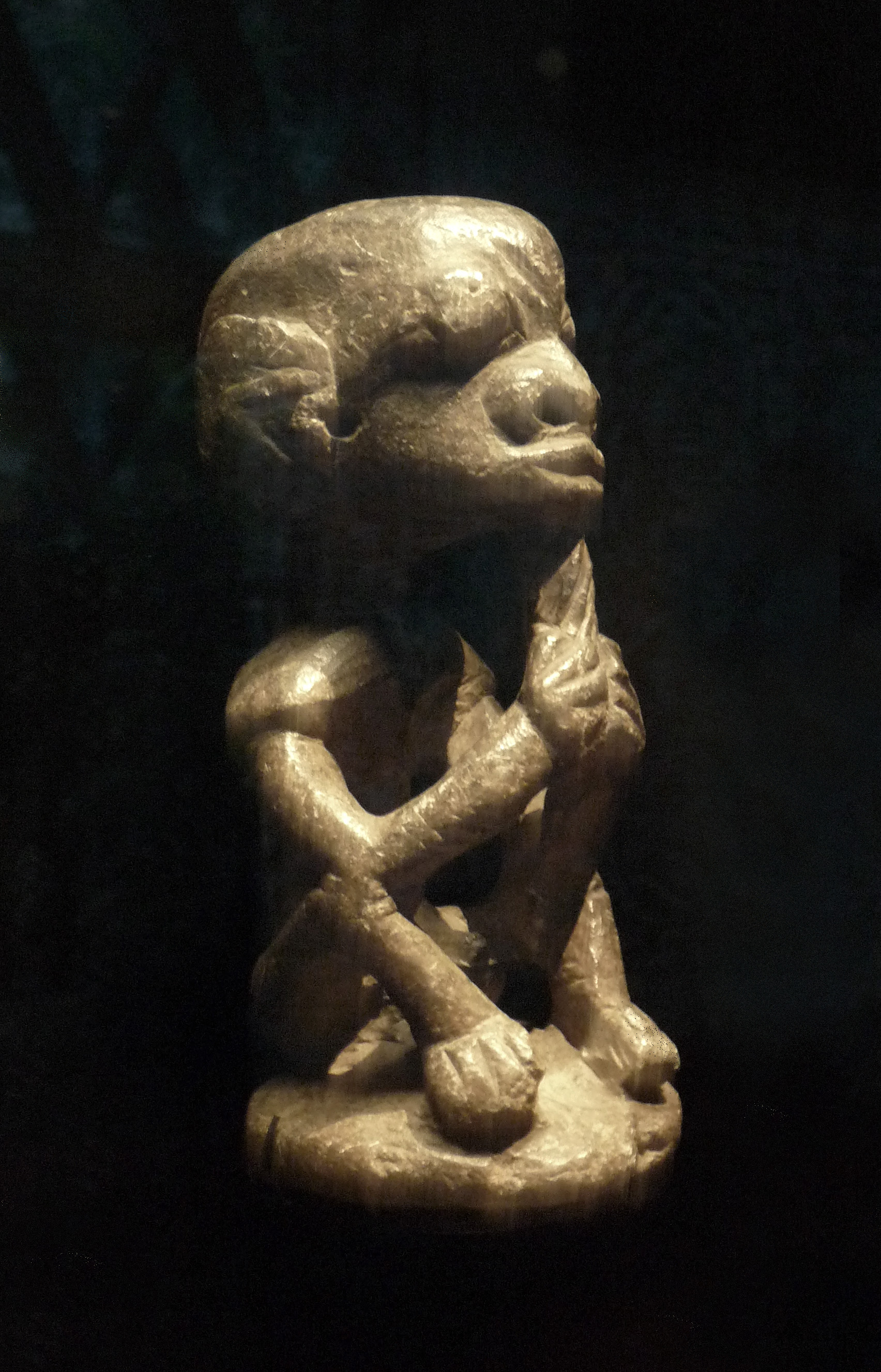
Statuette nomoli
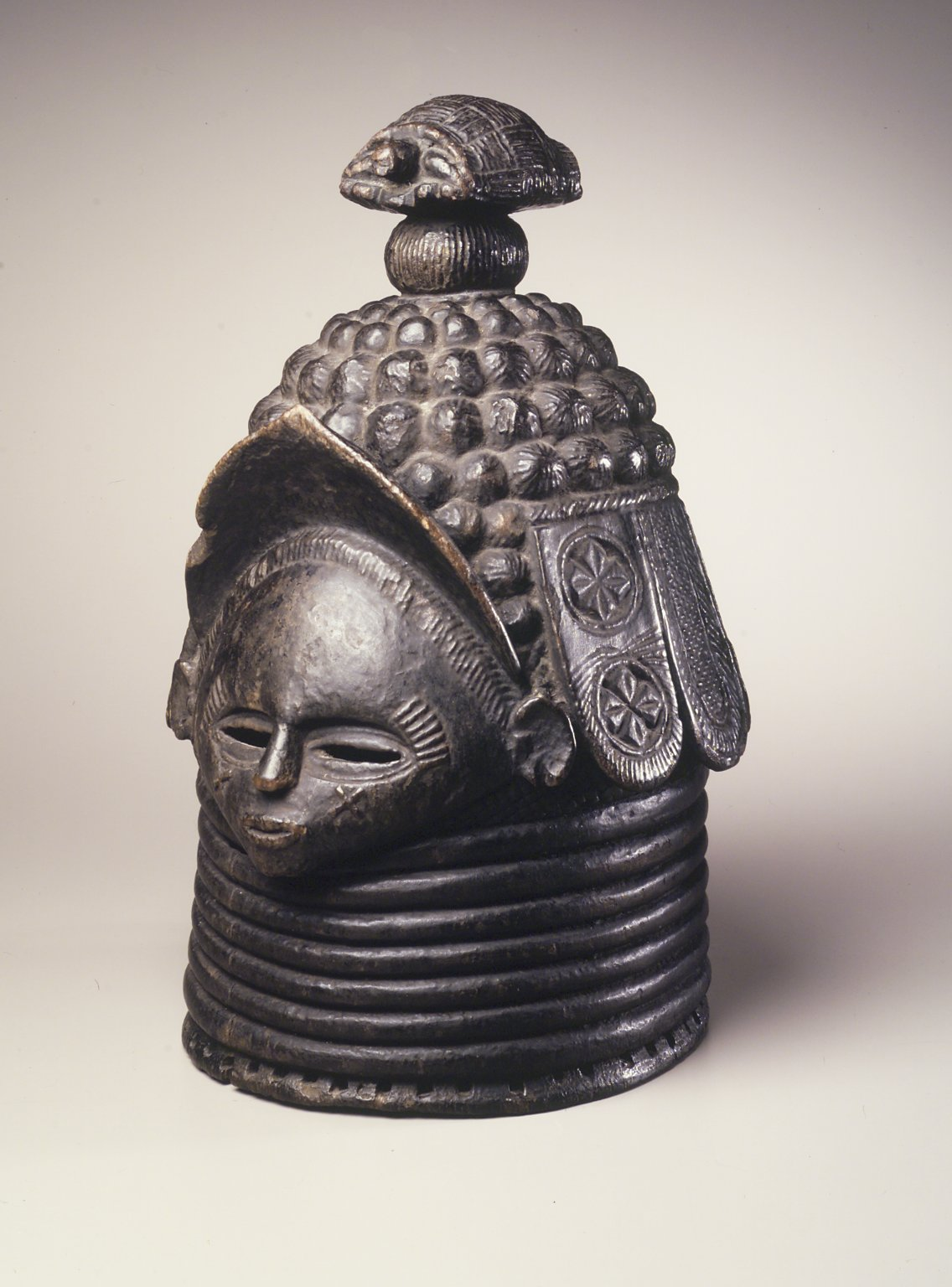
Masque-heaume de la société Sande
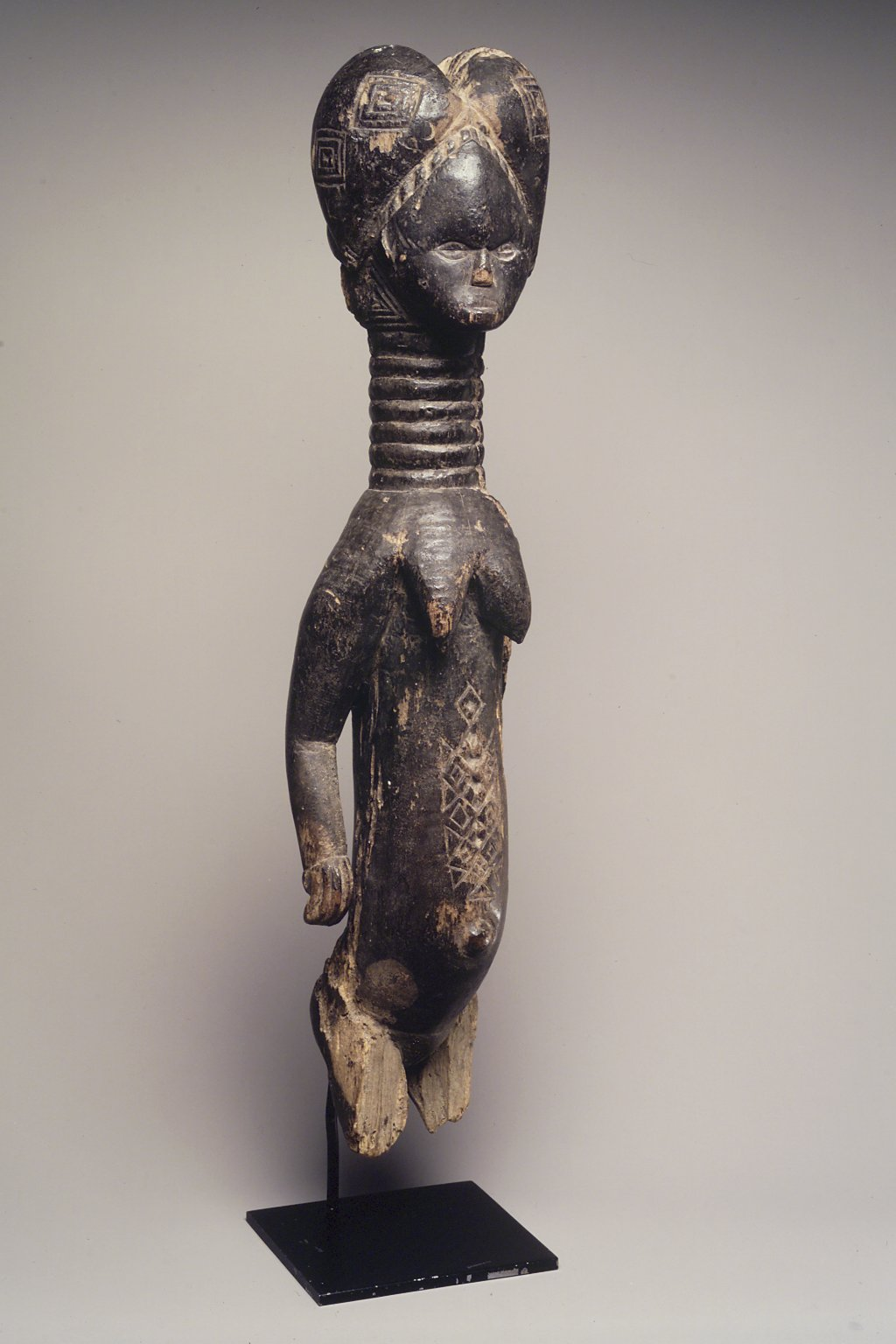
Fragment de figure féminine (Sherbro ou Mende)